# Nilesat 101
Nilesat 101 ist ein ehemaliger Fernsehsatellit der 1996 gegründeten Egyptian Satellite Co. (Nilesat). Er wurde 1998 vom Weltraumbahnhof Kourou in Französisch-Guayana ins All befördert und im Februar 2013 in einen Friedhofsorbit verlegt. Nilesat 101 war der erste ägyptische Satellit.

## Empfang
Das Signal des Satelliten konnte in Nordafrika und Südeuropa empfangen werden, in Deutschland ab ca. 90 cm Antennendurchmesser (vertikale Ebene, horizontal polarisierte Transponder benötigten 110 bis 150 cm). Die Übertragung erfolgte im Ku-Band.